# CD-Text

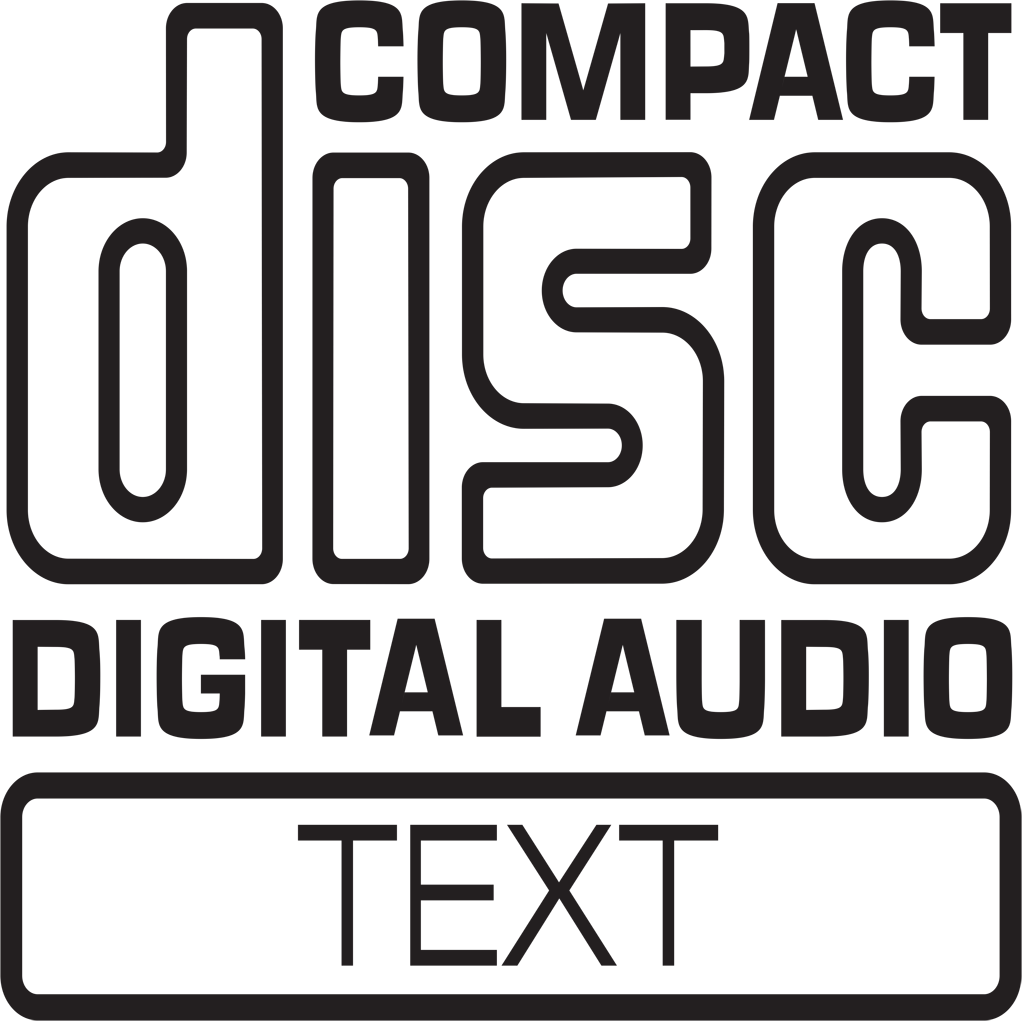
Logo de CD-Text

CD-Text es una extensión de las especificaciones del disco compacto de audio recogidas en el Libro rojo. Permite el almacenamiento de información adicional (por ejemplo: nombre del álbum, título de la canción y artista) sobre un CD de audio estándar.
La información se almacena en la pista de entrada del CD, donde hay aproximadamente cinco kilobytes de espacio disponible, o en los subcanales R a W en el disco, que pueden almacenar alrededor de 31 megabytes. Estas áreas no se usan por los CD acordes al Libro Rojo. El texto se almacena en un formato utilizable por el Sistema Interactivo de Transmisión de Texto (ITTS en sus siglas en inglés). El ITTS también se utiliza en la difusión de audio digital (DAB) o el MiniDisc. Las especificaciones se publicaron en septiembre de 1996, bajo el amparo de Sony. El soporte de CD-Text es común, pero no universal.
Existen utilidades para extraer la información contenida en el CD-TEXT e insertarlo en CDDB o FreeDB.[cita requerida]